# Васильевка (Петровский сельсовет)
Васи́льевка — деревня в Измалковском районе Липецкой области России. Входит в состав Петровского сельсовета.

## География
Деревня находится на правом берегу реки Ясенок. На противоположном берегу расположена деревня Калиновка. Рядом с Васильевкой проходит просёлочная дорога.

## Население
| 2010 |
| ---- |
| 6    |